# Masażysta cudotwórca
Masażysta cudotwórca (ang. The Mystic Masseur) – powieść autorstwa brytyjskiego noblisty V.S. Naipaula, wydana w 1957.
Masażysta cudotwórca to debiutancka powieść Naipaula. Jej akcja rozgrywa się na Trynidadzie, rodzinnej wyspie autora. Bohaterem utworu jest młody Hindus Ganesh Ramsumir, który po wielu zawodowych i życiowych niepowodzeniach, odnajduje się w roli mistyka, a następnie politycznego lidera. Powieść oddaje realia życia na Trynidadzie (wówczas kolonia brytyjska) w tym okresie, utrzymana jest jednak w ironicznym stylu.
W Polsce została opublikowana w 1979. W 2001 na jej podstawie zrealizowano film.